# 聖盧西亞火山列表
本列表列出聖盧西亞的活火山與死火山。

## 火山
| 名稱     | 海拔 | 海拔 | 位置                              | 最近爆發 |
| 名稱     | 公尺 | 英尺 | 經緯度                            | 最近爆發 |
| Qualibou | 777  | 2549 | 13°50′N 61°03′W / 13.83°N 61.05°W | 1766     |